# 安娜·阿赫玛托娃
安娜·安德烈耶芙娜·戈连科（俄語：Анна Андреевна Горенко；1889年6月23日—1966年3月5日），笔名安娜·阿赫玛托娃（Анна Ахматова），俄罗斯烏克蘭裔女诗人“白银时代”的代表人物之一，被誉为“俄罗斯诗歌的月亮”（普希金曾被誉为“俄罗斯诗歌的太阳”），在大清洗与1946年日丹诺夫批判期间遭受迫害。

## 生平
1889年6月11日，阿赫玛托娃出生在敖德萨近郊，1912年在俄罗斯出版第一本诗集《黄昏》，引起了诗坛的关注。1914年3月，出版第二本诗集《念珠》。1917年9月，出版第三本诗集《白色的群鸟》。三本诗集的出版使阿赫玛托娃跻身于俄罗斯一流诗人行列。
14岁时，阿赫玛托娃结识了比她大3岁的诗人尼古拉·古米廖夫。1910年，阿赫玛托娃与古米廖夫结婚。十月革命后阿赫玛托娃频繁遭到苏联当局迫害。1921年8月，古米廖夫被苏联政权以“反革命阴谋罪”处决。20年代中期开始，阿赫玛托娃被苏联当局认定为“在意识形态上既缺乏思想性又具有很大危害性的”作家，被剥夺发表作品的权利。
30年代，她唯一的儿子列夫·古米廖夫也在大清洗中两次被捕，第一次在1935年，第二次在1938年，原因是不承认自己父亲有“历史问题”。1935年至1941年期间，在儿子被捕与遭受迫害与磨难下，诗人写出了重要的代表作《安魂曲》（又名《輓歌》）。
1946年8月14日，苏共中央作出了一项关于《星》与《列宁格勒》杂志的著名决议，严厉批判米哈伊爾·左琴科与阿赫玛托娃：“阿赫玛托娃是与我国人民背道而驰的、内容空洞、缺乏思想性的典型代表。她的诗歌充满悲观情绪和颓废心理，表现出过时的沙龙诗歌的风格，停留在资产阶级-贵族阶级唯美主义和颓废主义以及‘为艺术而艺术’这一理论的立场上，不愿与本国人民步调一致，对我国的青年教育事业造成危害，因而不能为苏联文学界所容忍。”日丹诺夫还在报告中称阿赫玛托娃“不知是修女还是荡妇，更确切地说，是集淫荡与祷告于一身的荡妇兼修女”。阿赫玛托娃再次被禁发作品，为了生活，她只好开始翻译诗歌。
1966年3月5日，阿赫玛托娃因心肌梗塞逝世，享年77岁。1987年，其作品《安魂曲》才得以全文发表。

### 早年
1889年6月23日（儒略曆6月11日），阿赫玛托娃出生在黑海港口敖德萨的度假郊区博尔绍伊丰坦。她的父亲安德烈·安东诺维奇·戈连科是乌克兰海军工程师，是一个乌克兰哥萨克贵族家族的后代，母亲因娜·埃拉兹莫娃娜·斯托戈娃是俄罗斯贵族的后代，与基辅关系密切。她写道：
我们这个大家族里没有人写诗。但第一位俄罗斯女诗人安娜·布尼娜是我的祖父伊拉姆·伊万诺维奇·斯塔戈夫的姨妈。斯托戈夫家是莫斯科省莫扎伊斯克区的地主。他们在马尔法·博雷茨卡娅起义期间被迁到这里。在诺夫哥罗德，他们是一个更富有和更杰出的家族。我的祖先阿黑麻汗，一天晚上在帐篷里被俄罗斯杀手杀害。卡拉姆津告诉我们，这标志着蒙古对俄罗斯的束缚的结束。 [...] 众所周知，这个阿黑麻汗是成吉思汗的后裔。在十八世纪，阿黑麻汗家族的一位公主 – 普拉斯科维亚·叶戈罗夫娜 –嫁给了富有而著名的辛比尔斯克地主莫托维洛夫。叶戈尔·莫托维洛夫是我的曾祖父；他的女儿安娜·叶戈罗夫娜是我的外祖母。她去世时，我母亲只有九岁。我就是以她的名字命名。我的几枚钻石戒指和一枚祖母绿戒指，都是用她的胸针制成。虽然我的手指很细，但她的顶针并不适合我。
在她11个月大的时候，她家北迁到了圣彼得堡附近的沙皇村。一家人住在希罗卡亚街和贝日米扬尼巷拐角处的一所房子里（今天这栋楼已经不存在了）。从7岁到13岁的夏天，都在塞瓦斯托波尔附近的達恰小屋度过。她就读于马林斯卡娅高中，1905年父母分开后，她搬到基辅（1906–10 年），在那里完成学业。她接着进入基辅大学学习法律，一年后离开，到圣彼得堡学习文学。
11岁时，阿赫玛托娃开始写诗，在十多岁时出版，灵感来自诗人尼古拉·涅克拉索夫、让·拉辛、亚历山大·普希金、叶夫根尼·巴拉廷斯基和象征主义诗人。她的妹妹Inna也写诗，但没有坚持下来，高中毕业后不久结婚。阿赫玛托娃的父亲不希望看到任何一首诗签署他尊贵的姓氏，于是她选择用她祖母明显的鞑靼姓氏“阿赫马托娃”作为笔名。

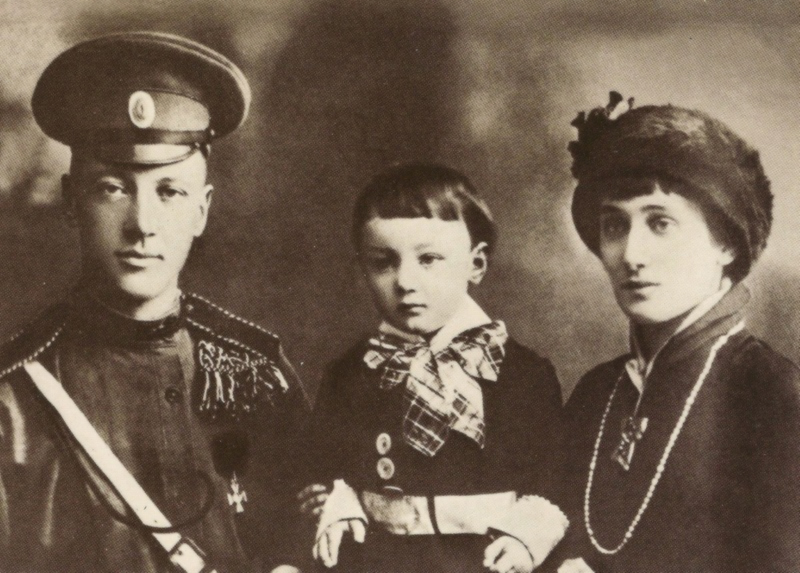
阿赫马托娃、丈夫古米廖夫和儿子列夫，1915年

1903年平安夜，她遇到了年轻的诗人尼古拉·古米廖夫。古米廖夫鼓励她写作，并猛烈地追求她，从1905年开始多次求婚。17岁时，在他的刊物《天狼星》上，她发表了她的第一首诗，“在他的手上，你可以看到许多闪闪发光的戒指”（1907年），署名"Anna G."。很快，她在圣彼得堡的艺术圈中出名，定期在读物上公开发表。那一年，她给一个朋友写信说：“他现在已经爱我三年了，我相信做他的妻子，是我的命运。无论我是否爱他，我不知道，但看起来，我爱他。”1910年4月，在基辅，她与古米廖夫结婚。然而，阿赫马托娃的家人都没有参加婚礼。这对夫妇在巴黎度蜜月，在那里，她结识了意大利艺术家阿梅代奥·莫迪利亚尼。
1910年末，她与奥西普·曼德尔施塔姆和谢尔盖·戈罗德茨基等诗人一起组成了阿克梅派（诗人协会）。它提倡将技巧，而不是灵感或奥秘，作为诗歌的关键，有具体的主题，而不是象征主义者的短暂世界。他们发展了一个有影响力的反象征主义流派阿克梅派，与意象主义在欧洲和美国的发展同时出现。从他们结婚的第一年开始，古米廖夫开始“失去对她的激情”，那年年底，他离开前往非洲旅行了六个月。
她“第一次尝到了名气的滋味”，成名了，与其说是因为她的美丽，不如说是她强烈的磁性和诱惑力，吸引了许多男人，让他们着迷。她回到巴黎，去见莫迪利亚尼，他为她创作了至少20幅画，包括几幅裸体画。
后来，她开始与著名的阿克梅派诗人奥西普·曼德尔施塔姆发生婚外情，他的妻子娜杰日达·曼德尔施塔姆后来在自传中宣布，随着时间流逝，她已经原谅了阿赫马托娃。阿赫马托娃的儿子列夫·古米廖夫出生于1912年，后来成为著名的新欧亚主义历史学家。

## 紀念
- 以下城市都拥有以安娜·阿赫玛托娃命名的街道：普希金、加里宁格勒、敖德萨、基辅、顿涅茨克、塔什干、莫斯科、秋明、阿斯特拉罕和迈科普。
- 在意大利西西里岛的陶尔米纳，有阿赫玛托娃纪念碑。